# السلم المنورق
السُّلَّم ‌المُنَوْرَق في فن المنطق هو متن يعتبر للمبتدئين في فن المنطق الصوري نظمه الشيخ عبد الرحمن الأخضري، وهذا النظم يعتبر فيما ذكر غير واحد نظمًا لكتاب إيساغوجي، وقد اشتهر هذا النظم عند أهل العلم فَشُرِّحَ وَدُرِّس وَحُشِّيَ عليه، وكثرت شروحه وأوصى أهل العلم بدراسته وتدريسه.
عدد أبياتها: 156

## شروحه
1. من أشهر شروحه إيضاح المبهم للدمنهوري، وهو شرح ميسر حل العبارة، وقد يستدرك أحيانًا على المصنف، لكن الغالب أنه لا يخرج عن النظم.
والمصنف نفسه له شرح عليه وهو مطبوع في كتاب واحد مع ((إيضاح المبهم))، فهذان الشرحان يعتبران من الشروح التي يسرت هذا النظم.
2. شرح موسع للبيجوري سماه الحاشية قد جمع كل ما يتعلق في هذا الفن على هذا النظم، وهو جامع لكل الشروح لكنه لا يصلح للمبتدئ بل كفيل في هذا الفن.
3. شرح آخر للملوي على الحاشية للصبان.
4. شرح القويسني: وهو شرح ممزوج يعني: أنه يأت شرحه ضمن الأبيات، وهذا يستفيد منه طالب العلم وهو ميسر كذلك.